# Tsjitsja
Tsjitsja (Russisch: Чичабу́рг, Tsjitsjaboerg; Чича-1, Tsjitsja-1) is een archeologische site van de Laat-Irmencultuur in het district Zdvinski van de oblast Novosibirsk. Ze is gelegen aan de oever van  het Malaja Tsjitsja-meer. Het betreft de overblijfselen van een versterkte nederzetting met een oppervlakte van meer dan 24 hectare, gedateerd tot ongeveer 9e tot 7e eeuw v.Chr., de overgangsperiode van brons- naar ijzertijd.
De site werd in 1979 onderzocht door Vjatsjeslav Molodin, waarbij de eerste kleine opgravingen werden uitgevoerd. 
Sinds 1999 trok het monument weer de aandacht van onderzoekers. Een grote bijdrage aan de studie van Tsjitsja werd geleverd door Duitse geofysici en archeologen, medewerkers van het Duits Archeologisch Instituut, in het bijzonder Hermann Parzinger.
De opgravingen werden voorafgegaan door een geofysische studie van het gebied. Geofysische onderzoeken toonden aan dat de nederzetting was omgeven door krachtige verdedigingswerken, wallen en greppels.
De nederzetting was verdeeld in afzonderlijke sectoren, waarbinnen zich verschillende huizen en gebouwen bevonden. Elke sector toont, evenals de nederzetting in het geheel, een duidelijke geplande aanleg. Te oordelen naar de uitgevoerde opgravingen en de gevonden fragmenten van huishoudelijk gerei woonden in elke sector mensen met een meest Europees uiterlijk, maar met verschillende culturen. Dit geeft aanleiding om aan te nemen dat in Tsjitsja de paden van verschillende volkeren elkaar kruisten.
Analyse van het mtDNA van een steekproef van de bevolking van Tsjitsja-1 toonde aan dat de inwoners  genetisch sterk verschilden van de voorafgaande plaatselijke bevolking, en dicht bij de bevolking van Centraal- en West-Azië lagen.